# Ә́
Ә́，ә́為西里尔字母其中一個字母。
Ә́有時會用在鞑靼语，代表次開前不圓唇元音/æ/。

## 外部連結
- 维基词典中的词条「Ә」
- 维基词典中的词条「ә」
- Буква Ә （页面存档备份，存于） на сайте graphemica.com
- Буква ә （页面存档备份，存于） на сайте graphemica.com